# Irena cyanogastra
La irena dorsinegra (Irena cyanogastra) es una especie de ave paseriforme de la familia Irenidae endémica de Filipinas.

## Subespecies
- Irena cyanogastra cyanogastra
- Irena cyanogastra ellae
- Irena cyanogastra hoogstraali
- Irena cyanogastra melanochlamys